# CNaPS Sport
Actualités
Le CNaPS Sport Football Itasy est un club amateur de football de Madagascar. La CNaPS Sport a gagné le Championnat de Madagascar de football à sept reprises dont cinq consécutivement entre 2013 et 2018. 

## Histoire

### Premiers succès nationaux (2010-2012)
En 2010, le club remporte son premier titre de champion de Madagascar et se qualifie pour la première fois de son histoire à la Ligue des champions de la CAF mais se fait éliminer aux tirs au but par le Motor Action FC de Zimbabwe dès le tour préliminaire après avoir pourtant gagné le match aller sur le score de 0-1 à Harare. La même année le CNaPS Sport remporte la Supercoupe de Madagascar, gagnée 3-2 contre l'AS Adema.
En 2011, les bleus d'Itasy gagnent la Coupe de Madagascar après les tirs au but face au Tana Formation FC.
En 2012, le CNaPS remporte sa première Coupe des clubs champions de l'océan Indien après une finale contre le Saint Pauloise de la Réunion d'abord perdu 2-1 à l'aller à Saint-Denis mais une victoire de 3-0 au retour au stade Alexandre Rabemananjara Majunga.

## Palmarès
- Championnat de Madagascar (7)
  - Champion : 2010, 2013, 2014, 2015, 2016, 2017, 2018

- Coupe de Madagascar (3)
  - Vainqueur : 2011, 2015, 2016

- Supercoupe de Madagascar (2)
  - Vainqueur : 2010, 2018

- Coupe des clubs champions de l'océan Indien (3)
  - Vainqueur : 2012, 2014, 2015